# Manizha Wafeq
Manizha Wafeq es una emprendedora y activista afgana por los derechos de la mujer . Licenciada en Económicas, trabaja desde 2002 con proyectos de desarrollo para el empoderamiento de la mujer y la igualdad de género. 

## Trayectoria
Coautora de un manual de capacitación sobre género y el marco legal de Afganistán y un manual de capacitación para empresas emergentes. Manizha Wafeq ha preparado a más de 500 funcionarias y funcionarios gubernamentales en Kabul y provincias para que incorporación de la perspectiva de género en su trabajo. También ha trabajado 10 años con el Programa Peace Through Business  ”, un programa del Instituto para el Empoderamiento Económico de las Mujeres (IEEW) y ha capacitado a más de 250 mujeres empresarias de Kabul y provincias. 
En 2008  Manizha Wafeq  trabajó junto a otras tres socias en una empresa de consultoría en Kabul. Más tarde, junto a su hermana, Sania Wafeq, establecieron una empresa de producción de ropa en 2012 llamada "Mujeres del país de las maravillas", que vende ropa confeccionada y personalizada. Aunque tiene una agenda ocupada, su compromiso con el empoderamiento de las mujeres y la igualdad de género la animó ser miembro de la junta ejecutiva de Afghan Women's Network (AWN) durante dos años y ser una de las fundadoras de Leading Entrepreneurs for Afganistán Development ( LEAD) para abogar por los derechos económicos y el papel de las mujeres en Afganistán.

## Premios y reconocimientos
- Premio de la revista Enterprising Women de Estados Unidos.[7]
- Premio liderazgo de la Asociación Nacional de Empresas de Estados Unidos.[7]
- Premio joven activista de la Red de Mujeres Afganas y la Cámara Baja del Parlamento afgano.[7]